# Nuoto ai Giochi della XIV Olimpiade - Staffetta 4x100 metri stile libero femminile
La competizione della staffetta 4x100 metri stile libero femminile di nuoto dei Giochi della XIV Olimpiade si è svolta nei giorni 4 e 6 agosto 1948 alla Empire Pool a Londra.

## Risultati

### Batterie
Si sono disputate il 2 agosto. Le prime tre di ogni serie e le due migliori escluse alla finale.
| Pos. | Nazione       | Atleti                                                                  | Tempo  |
| ---- | ------------- | ----------------------------------------------------------------------- | ------ |
| 1    | Danimarca     | Eva Arndt-Riise Greta Andersen Fritze Carstensen Elvi Svendsen          | 4'33"5 |
| 2    | Stati Uniti   | Marie Corridon Thelma Kalama Brenda Helser Ann Curtis                   | 4'34"1 |
| 3    | Gran Bretagna | Patricia Nielsen Margaret Wellington Lillian Preece Cathie Gibson       | 4'36"1 |
| 4    | Francia       | Josette Arène Colette Thomas Ginette Jany-Sendral Marie Foucher-Creteau | 4'50"0 |
| 5    | Argentina     | Enriqueta Duarte Liliana Gonzalias Adriana Camelli Eileen Holt          | 4'59"5 |
| 6    | Canada        | Kathleen McNamee Joyce Court Vivian King Irene Strong                   | 5'04"5 |

| Pos. | Nazione     | Atleti                                                                          | Tempo  |
| ---- | ----------- | ------------------------------------------------------------------------------- | ------ |
| 1    | Paesi Bassi | Irma Heijting-Schuhmacher Margot Marsman M.L. Linssen-Vaessen Johanna Termeulen | 4'31"3 |
| 2    | Svezia      | Gisela Thidholm Elisabeth Ahlgren Marianne Lundquist Ingegerd Fredin            | 4'38"5 |
| 3    | Ungheria    | Mária Littomeritzky Ilona Novák Judit Temes Éva Székely                         | 4'47"5 |
| 4    | Brasile     | Eleonora Schmidt Maria da Costa Talita Rodrígues Piedade Coutinho               | 4'51"4 |
| 5    | Belgio      | Marie Huybrechts Maria Oeyen Maria Van Den Brand Fernande Caroen                | 4'54"9 |

### Finale
Si è disputata il 3 agosto. 
| Pos.    | Nazione       | Atleti                                                                          | Tempo  |
| ------- | ------------- | ------------------------------------------------------------------------------- | ------ |
| Oro     | Stati Uniti   | Marie Corridon Thelma Kalama Brenda Helser Ann Curtis                           | 4'29"2 |
| Argento | Danimarca     | Eva Arndt-Riise Karen Margrethe Harup Greta Andersen Fritze Carstensen          | 4'29"6 |
| Bronzo  | Paesi Bassi   | Irma Heijting-Schuhmacher Margot Marsman M.L. Linssen-Vaessen Johanna Termeulen | 4'31"6 |
| 4       | Gran Bretagna | Patricia Nielsen Margaret Wellington Lillian Preece Cathie Gibson               | 4'34"7 |
| 5       | Ungheria      | Mária Littomeritzky Ilona Novák Judit Temes Éva Székely                         | 4'44"8 |
| 6       | Brasile       | Eleonora Schmidt Maria da Costa Talita Rodrígues Piedade Coutinho               | 4'49"1 |
| 7       | Francia       | Josette Arène Gisèle Vallerey Colette Thomas Ginette Jany-Sendral               | 4'49"8 |
| -       | Svezia        | Gisela Thidholm Elisabeth Ahlgren Marianne Lundquist Ingegerd Fredin            | DQ     |